# Mimostrangalia brevitarsis
Mimostrangalia brevitarsis är en skalbaggsart som beskrevs av Holzschuh 1993. Mimostrangalia brevitarsis ingår i släktet Mimostrangalia och familjen långhorningar. Inga underarter finns listade i Catalogue of Life.